# 崇安街

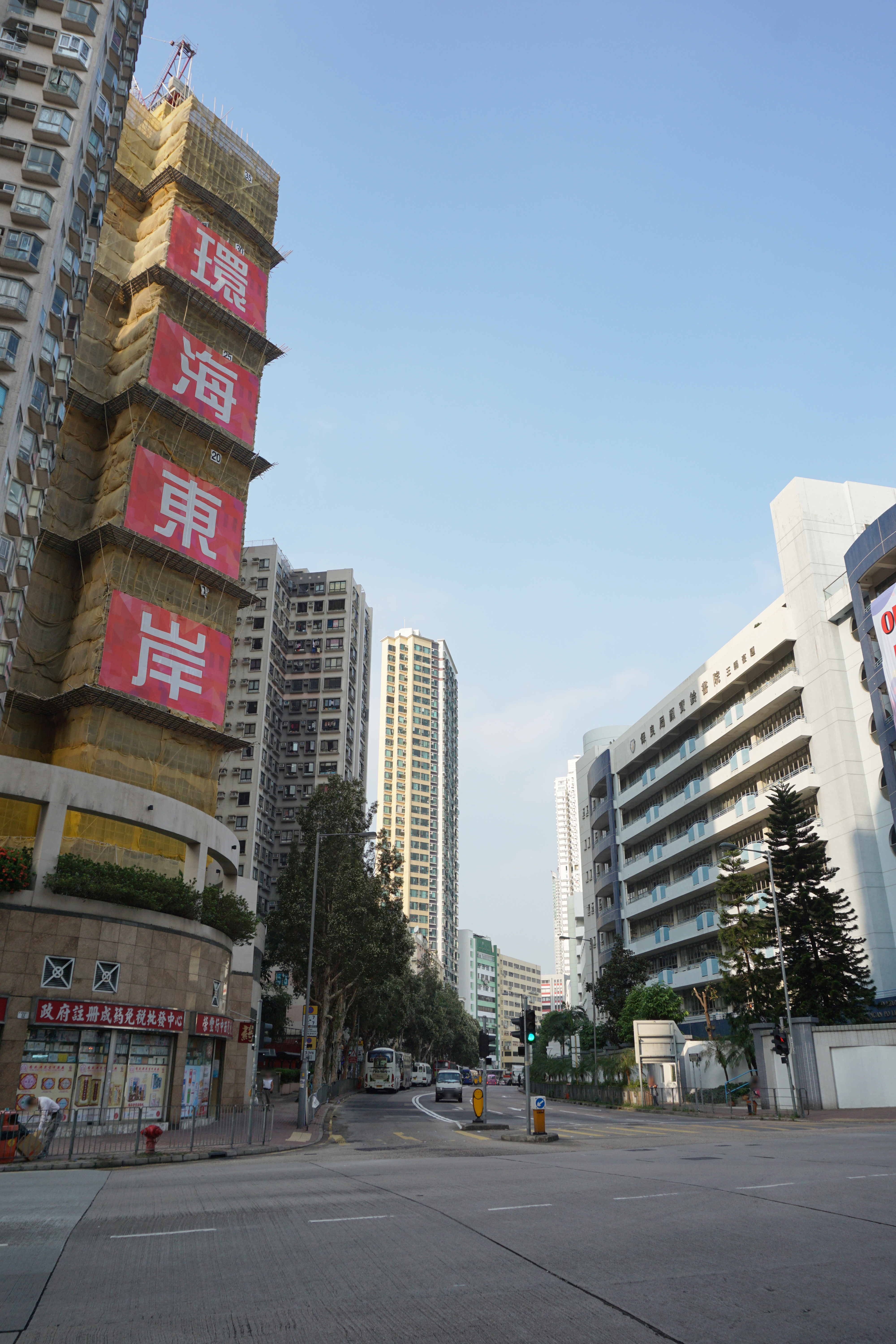
崇安街北段

崇安街（英語：Sung On Street），是香港九龍土瓜灣及紅磡的一條街道，在馬頭圍道東邊。崇安街的北端接連旭日街，中部橫跨土瓜灣與紅磡分界之庇利街，南邊接連民樂街，都是一條行車主道。
現時崇安街介乎半島廣場出入口和鶴園街之間一段是私家路，路面被持有業權的業主以障礙物阻隔，車輛由庇利街路口駛入不能直通鶴園街，多年來有地區人士爭取政府收回該路段管理權以便開放給公眾使用以改善該區交通。目前該路段私人範圍被佔用作停車場。
崇安街南部位於紅磡工業區，而北部是學校及住宅區，由於有幾十年歷史，當地居民已經至少有兩代人，當地小販及舊唐樓等社會問題也不少。
崇安街因為周邊有不少珠寶店及巧克力店，不少內地旅客都會乘坐旅遊巴士到上址下車，所以該處經常都會有旅遊巴士在半島廣場行車通道掉頭，交通相當繁忙。

## 歷史
崇安街東邊曾經有一塊未發展的地皮，曾經用作馬頭圍道唐樓倒塌事件災民認領失物。

## 圖集

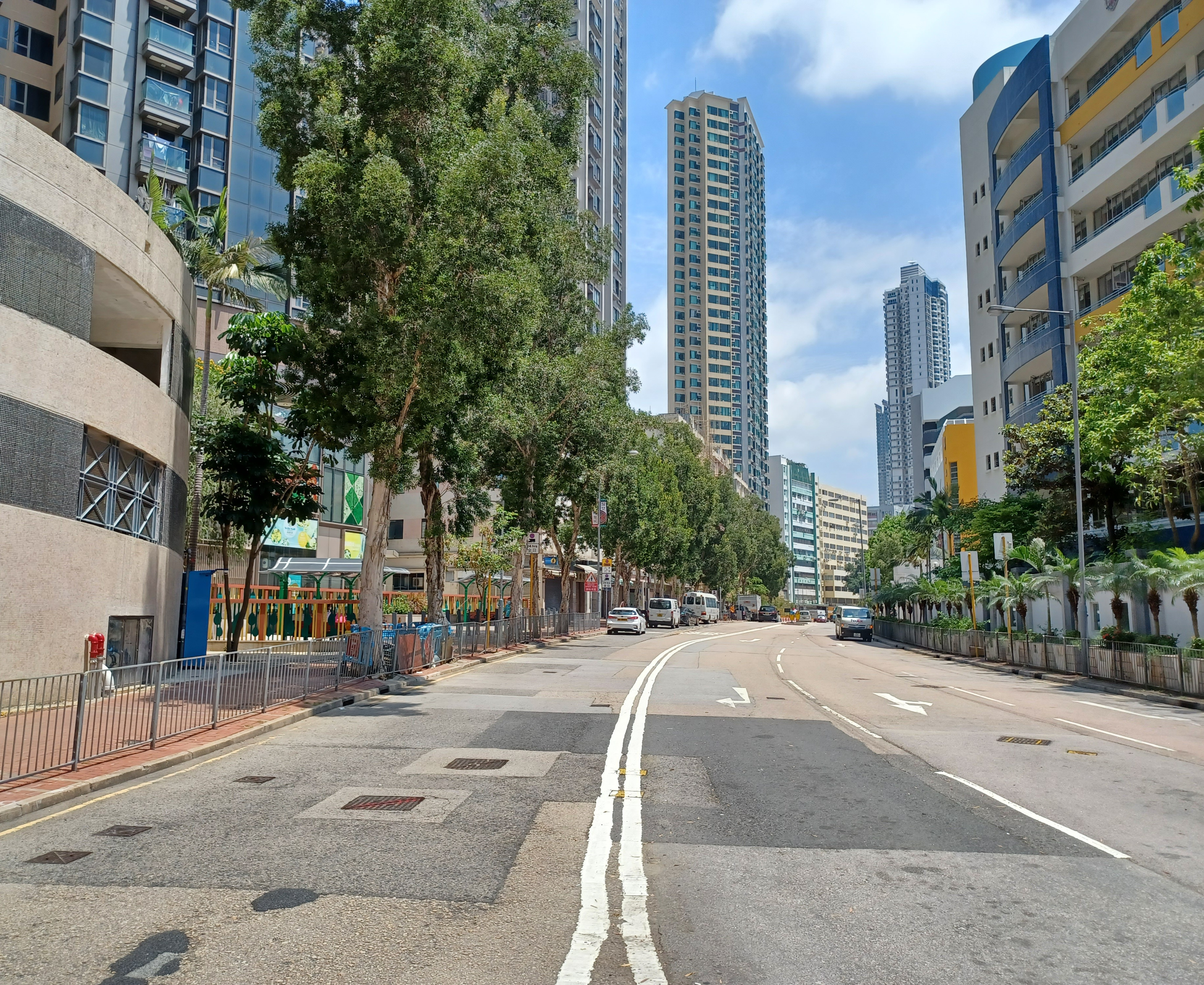
崇安街鄰近保良局顏寶鈴書院
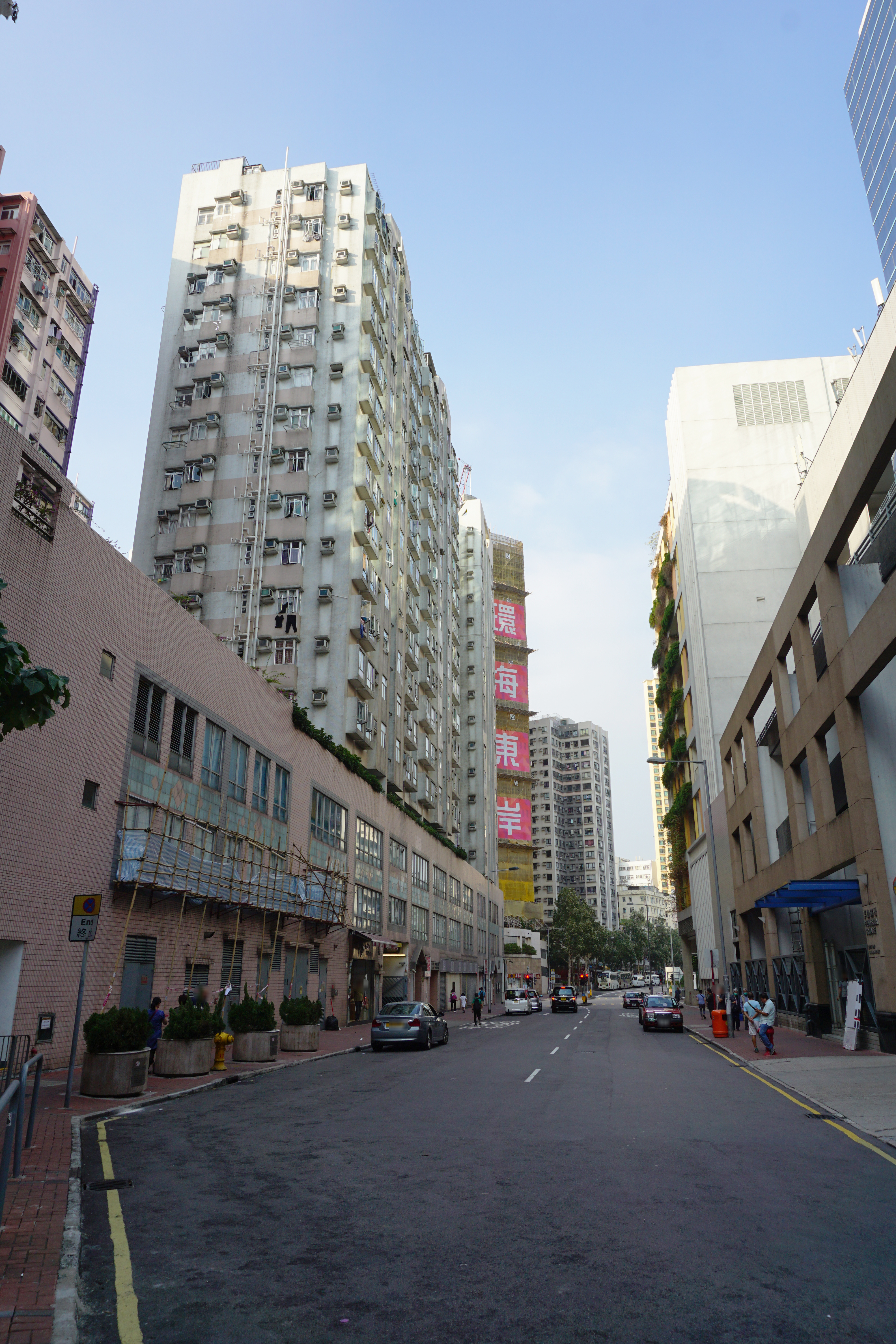
崇安街南面